# Cercle de l'art moderne
Le Cercle de l’art moderne est un club de collectionneurs et d'artistes du Havre du début du XXe siècle.

## Historique
Parmi ces collectionneurs figure Olivier Senn qui, en 1906, fonde le cercle avec des amis négociants et artistes, dont : Charles-Auguste Marande, Pieter Van der Velde, Georges Dussueil, Franz-Eduard Lüthy, Othon Friesz, Georges Braque, Raoul Dufy, Jules Ausset et d'autres,. Le cercle est parrainé dès sa création par Guillaume Apollinaire, Claude Debussy et Frantz Jourdain. Entre 1906 et 1910, le cercle organise des manifestations culturelles autour des œuvres collectées.
Les collectionneurs du cercle s'efforcent d'acquérir les œuvres les plus avant-gardistes de l'impressionnisme et du fauvisme. Une compétition s'installe entre les membres du cercle, à qui achètera la pièce la plus exceptionnelle,.
Le Musée d'art moderne André-Malraux du Havre a reçu plusieurs donations des membres de ce cercle et de leur héritiers. Fin 2012, le musée du Luxembourg consacre une exposition aux œuvres collectionnées par le cercle de l'art moderne.

### Pages liées
- Musée d'art moderne André-Malraux